# Francisco Jiménez Tejada
Francisco Jiménez Tejada (26. lipnja 1986., Palma de Mallorca), poznat kao Xisco, bivši je španjolski nogometaš koji je igrao na poziciji napadača.

## Nogometni put

### Deportivo la Coruna
Za Deportivo je debitirao u 26. travnja 2005. protiv Real Sociedada. Prvi pogodak za Deportivo zabio je 15. svibnja 2005. protiv Real Zaragoze. 

### Newcastle United
1. rujna 2008. prelazi u Newcastle United za 5,7 milijuna funti. Za Newcastle United je debitirao 13. rujna i u toj istoj utakmici zabio svoj prvi pogodak. Zbog velike konkurencije u napadu Newcastle Uniteda i ozljeda nije mnogo nastupao.
Nakon što su 2009. Svrake ispale iz lige, posuđen je Racing Santanderu gdje u 23 nastupa postiže 3 gola. Nakon posudbe vratio se na sjeveroistok Engleske gdje dosad igra jako malo.

### Međunardna karijera
Za španjolsku reprezentaciju do 21 godine je nastupio 11 puta, i zabio 3 pogotka. 

## Vanjske poveznice
- Profil BDFutbol
- Profil  Arhivirana inačica izvorne stranice od 30. kolovoza 2009. (Wayback Machine) Soccerbase
- Profil deportivo-la-coruna.com